# Jonquerettes
Jonquerettes is een gemeente in het Franse departement Vaucluse (regio Provence-Alpes-Côte d'Azur) en telt 1251 inwoners (2005). De plaats maakt deel uit van het arrondissement Avignon.

## Geografie
De oppervlakte van Jonquerettes bedraagt 2,6 km², de bevolkingsdichtheid is 481,2 inwoners per km².
De onderstaande kaart toont de ligging van Jonquerettes met de belangrijkste infrastructuur en aangrenzende gemeenten.

## Demografie
Onderstaande figuur toont het verloop van het inwonertal (bron: INSEE-tellingen).